# Ciríaco, o Anacoreta
Ciríaco, o Anacoreta (ou Ciríaco, o Eremita; em grego: Κυριακός ο Αναχωρητής; romaniz.: Kyriakos o Anachōritēs; 448-557) foi um eremita e monge do século V. São Ciríaco durante sua vida prestou ajuda à Igreja combatendo através da palavra a heresia origenista.
Nascido em Corinto com pais de nome João (sacerdote local) e Eudóxia, tornou-se logo na infância um Lector por intermédio de um parente seu, O bispo Pedro de Corinto. Aos 18 anos, após assistir um culto na igreja, Ciríaco partiu em uma viagem para Jerusalém. Lá, após visitar os lugares sagrados, habitou durante meses um mosteiro sob orientação de Abba Eustórgio. Tempos depois parte para junto de Eutímio, o Grande que, após tonsurá-lo, o encaminhou para junto de São Gerásimo do Jordão, seguidor radical do estilo de vida asceta do mosteiro de Teoctisto. Participou, junto de São Gerásimo, de peregrinações ao deserto durante a Quaresma.
Com a morte de São Gerásimo, Ciríaco (27 anos) partiu para o mosteiro de Eutímio (nesta altura já falecido) onde permaneceu por 10 anos até ser consagrado diácono. Com a cisão dos mosteiros de Eutímio e Teoctisto, Ciríaco partiu para o mosteiro de São Caritão onde permaneceu pelos próximos 30 anos. Aos 70 anos partiu para o deserto de Natufa junto com seu discípulo João. Após cinco anos morando no deserto, os habitantes locais descobriram a presença dos eremitas e começaram a procurá-los em busca de cura. Em meio a tanta procura, Ciríaco partiu para o deserto de Rouva onde permaneceu por cinco anos.
Com 80 anos foi para o deserto de Sousakim. Sete anos depois seus irmãos do mosteiro de São Caritão foram a sua procura pedindo para que ele retornasse devido a um período de calamidade, no entanto, este recusou-se e foi habitar a caverna onde São Caritão havia vivido certa vez. Aos 99 anos partiu para Sousakim onde viveu com seu discípulo João. Diz-se que no deserto um leão estava a espera de São Ciríaco, protegendo-o de ladrões. Dois anos antes de morrer, Ciríaco visitou o mosteiro e novamente habitou a caverna de São Caritão. Ciríaco pereceu aos 109 anos.